# Volkswagen Anhui
Volkswagen Anhui (VWA) wurde 2017 zusammen mit der JAC Group gegründet um Elektrofahrzeuge herzustellen. Seit 2020 ist es die Kernmarke von Volkswagen China.

## Geschichte
2017 wurde das Gemeinschaftsunternehmen JAC-Volkswagen gegründet, deren andere 50 % von JAC (Anhui Jianghuai Automobile) gehalten wurden. Das Unternehmen startete 2018 eine neue Marke für Elektroautos (Sol (Automarke)).
Im Dezember 2020 wurde der Anteil an JAC-Volkswagen mit Sitz in Hefei (Anhui) auf 75 % erhöht, und zur Kernmarke von Volkswagen China. Das Unternehmen wurde in Volkswagen Anhui umbenannt. Zusätzlich wird ein Entwicklungszentrum für Elektromobilität errichtet. Parallel zur Übernahme der Kontrolle bei JAC-Volkswagen / Volkswagen-Anhui übernimmt Volkswagen China 50 % der Mutterfirma von JAC, der JAG im Besitz der Regierung von Anhui.
Ende 2023 begann die Produktion des Elektroautos ID. Unyx basierend auf dem Cupra Tavascan. 
2021 wird die Volkswagen (Anhui) Components Company (VWAC) in Hefei (Anhui) in der Freihandelszone TEDA (Tianjin Economic Technological Development Area) gegründet, um eine eigene Batterieproduktion für Volkswagen Anhui zu errichten. Als Tochter des Volkswagen Automatic Transmission (Tianjin) Zuliefers wurden 140 Millionen Euro investiert. Produktionsbeginn war im November 2023.
Im November 2023 wird die Volkswagen China Technology Company (VCTC) in Hefei (Anhui) gegründet, die sich auf Elektromobilität konzentriert. Am bestehenden Entwicklungszentrum von 2021 werden 3,3 Milliarden Euro investiert.
Im März 2024 einigten sich JAC und Volkswagen auf eine Kapitalaufstockung.

## Fahrzeuge
Volkswagen Anhui startete mit der Absicht, elektrische Fahrzeuge von Seat zu übernehmen, deren Designsprache einen Erfolg in China zu haben schien. Die 2023 begonnene Produktion des Cupra Tavascan wird nach Europa exportiert.

2024 kam dann der VW ID. Unyx auf den Markt, der vom Cupra Tavascan und dessen MEB-Basis abgeleitet ist.
2025 stellte man das Konzeptfahrzeug VW ID. Evo vor, von dem bis 2027 neue Modelle für den chinesischen Markt abgeleitet werden sollen.

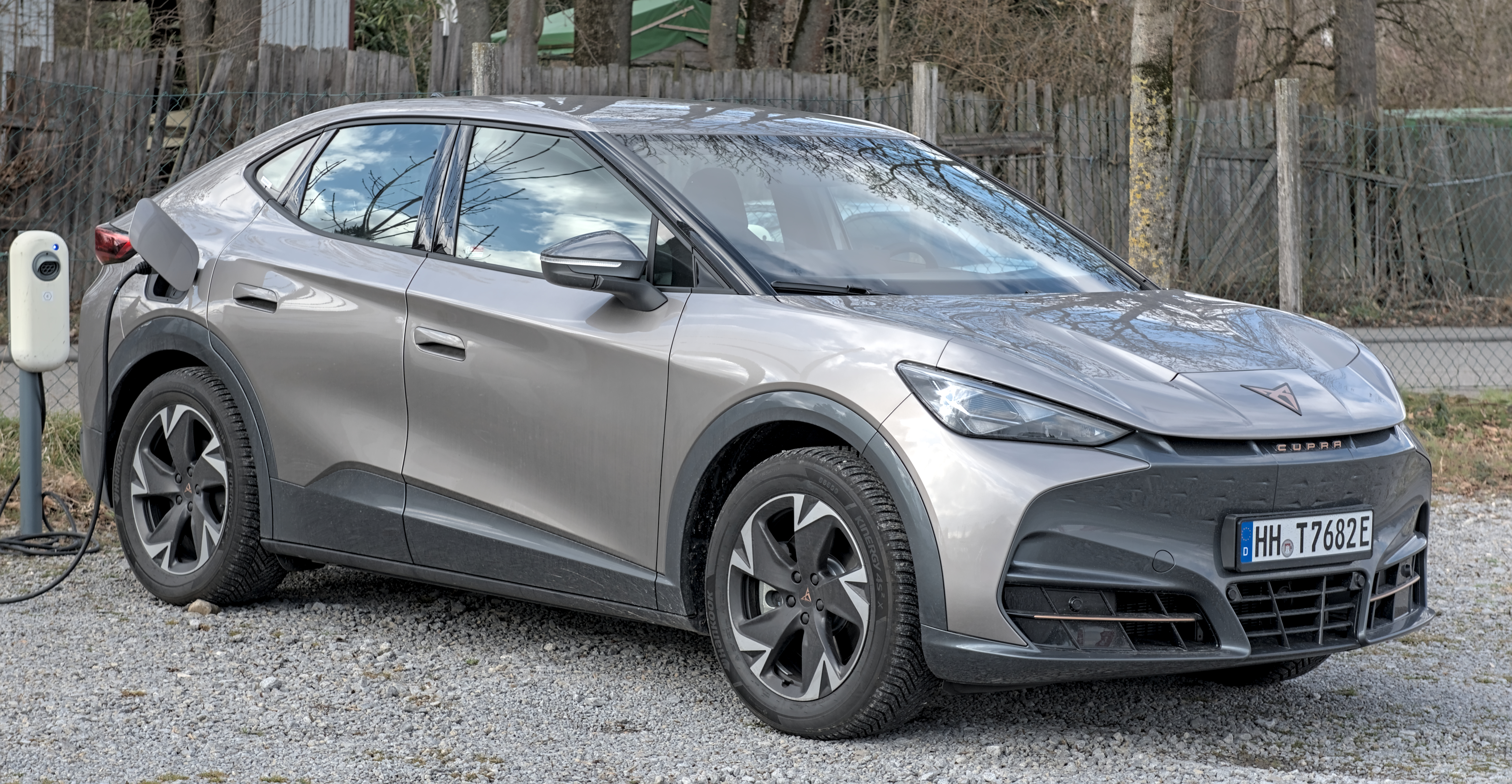
Cupra Tavascan
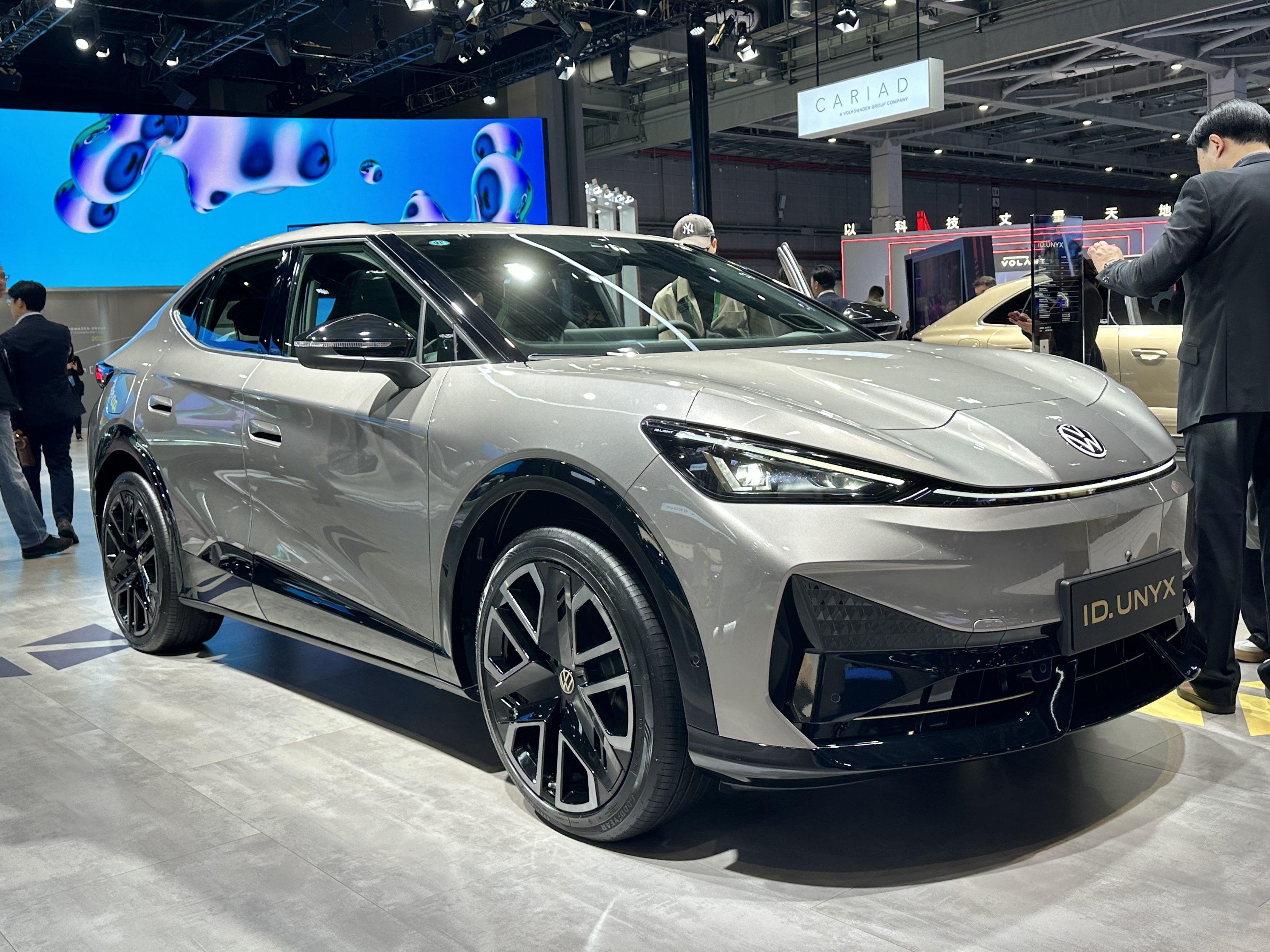
VW ID. Unyx